# Sortownia

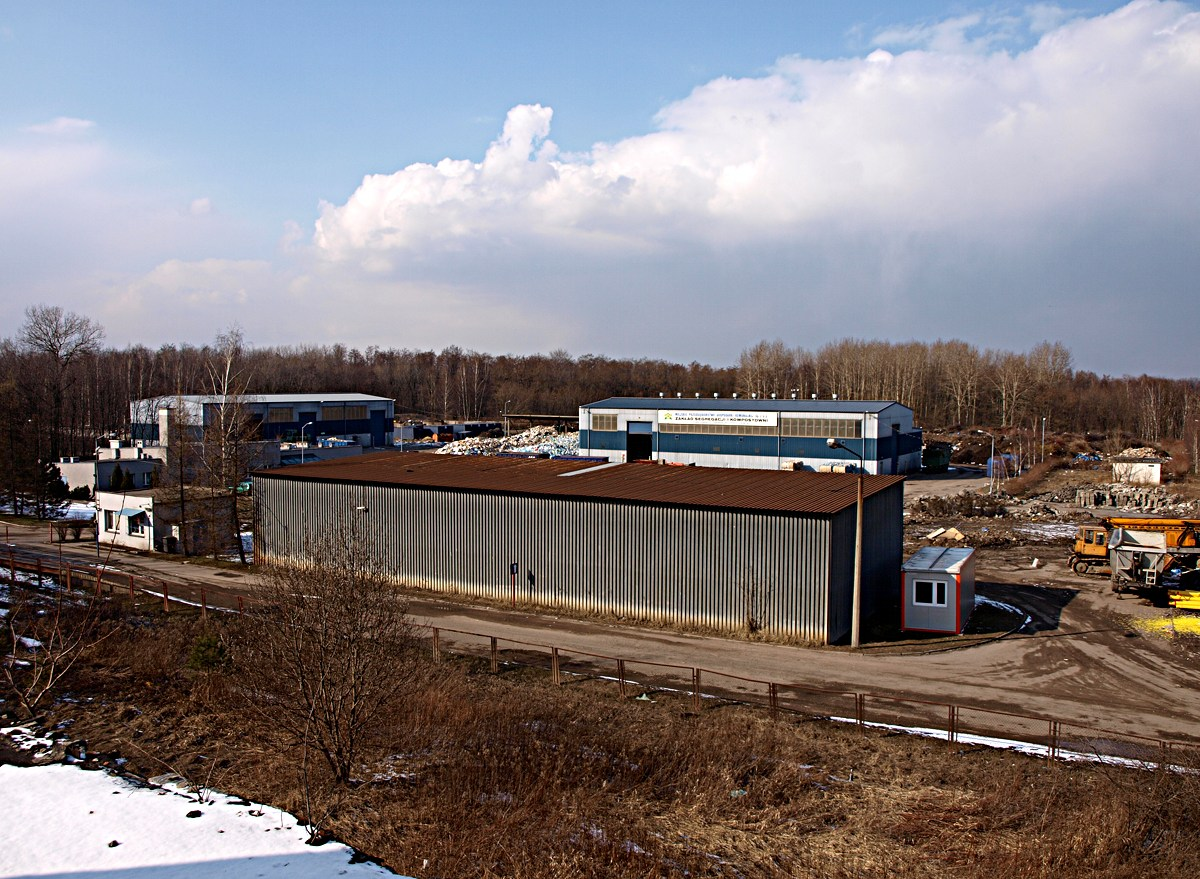
Budynek sortowni odpadów na ulicy Cmentarnej w dzielnicy Zandka w Zabrzu

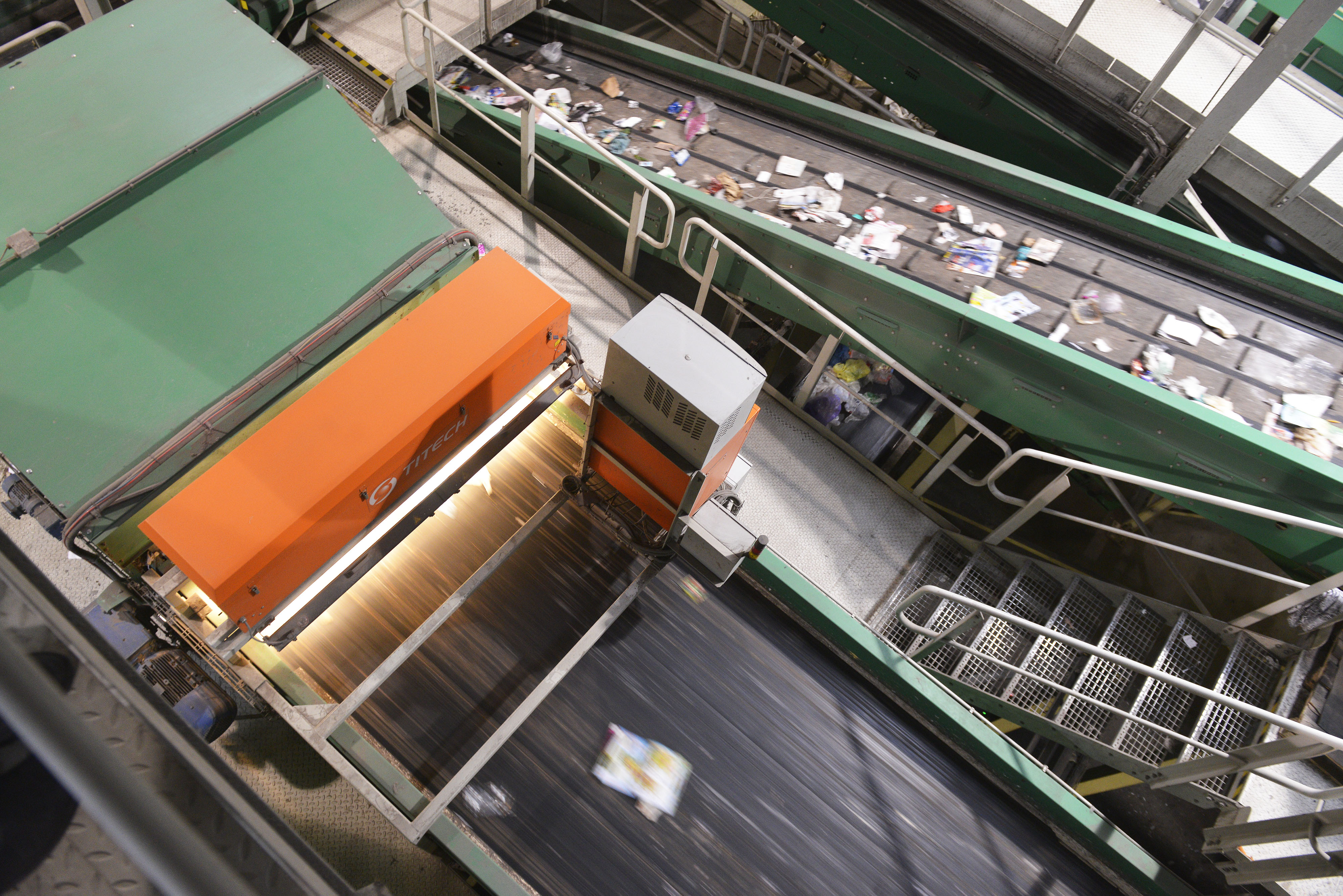
Automatyczna sortownia śmieci: taśmociąg i optyczne rozpoznawanie odpadów

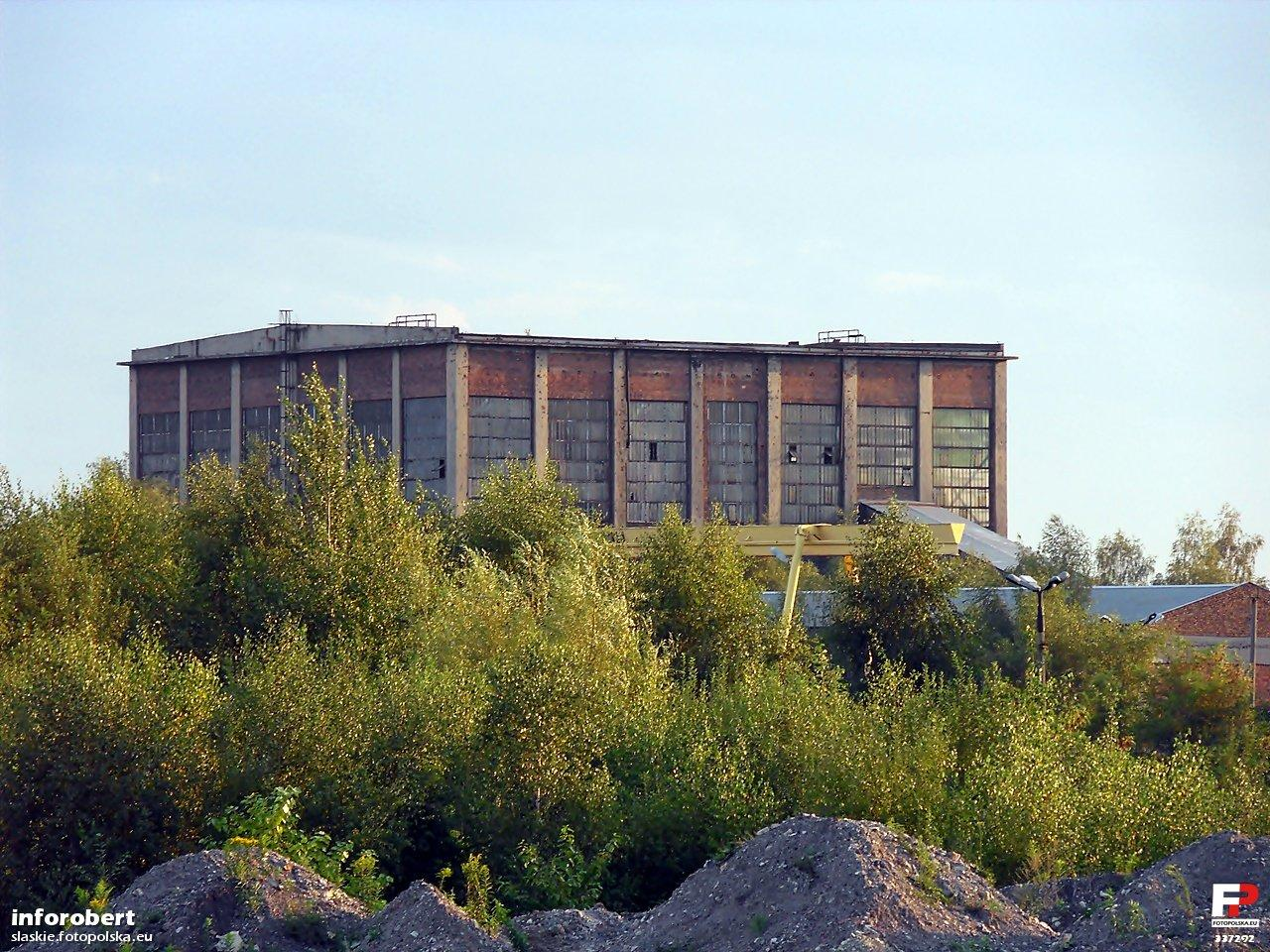
Budynek sortowni kopalni węgla kamiennego

Sortownia – dział przedsiębiorstwa (kopalni, zakładu wytwórczego, zakładu utylizacji odpadów, poczty, firmy kurierskiej itp), w którym rozdzielone (sortowane) są wyroby, materiały, odpady, przesyłki itp według ustalonych kryteriów.

## Sortownia odpadów
Obiekt zlokalizowany i urządzony zgodnie z przepisami, w którym odpady poddawane są segregacji. Trafiają tam zarówno odpady mieszane, jak i ze zbiórki selektywnej.
Sortownia pozwala na odzyskanie z odpadów:
- makulatury, z podziałem na tekturę, karton, gazety, magazyny ilustrowane;
- szkła, z podziałem na szkło białe i szkło kolorowe;
- metali żelaznych i nieżelaznych;
- tworzyw sztucznych, z podziałem na PET bezbarwny, PET kolorowy, opakowania (HDPE) oraz folie.
- aluminium
- tekstyliów

Odpady nienadające się do wykorzystania (recyklingu, kompostowania) lub niedające się posegregować są utylizowane w spalarni lub trafiają na składowisko.

## Sortownia w kopalni
Nadziemna część kopalni, zwykle osobny budynek, gdzie dokonuje się sortowania kopalin. W szczególności, w kopalniach węgla kamiennego dokonuje się w niej oddzielania węgla od skały płonnej i innych zanieczyszczeń (np. przypadkowych kawałków drewna, złomu) oraz jego sortowania (rozdzielania) na poszczególne sortymenty (względem wielkości ziarna).